# Friedrich Wilhelm Daniel Snell
Friedrich Wilhelm Daniel Snell (ur. 26 października 1761 w Dachsenhausen, zm. 28 sierpnia 1827 w Gießen) – niemiecki nauczyciel, później profesor uniwersytecki, heski działacz edukacyjny, autor podręczników do matematyki i logiki.
Był synem pastora, jednak w przeciwieństwie do swoich braci nie obrał kariery duchownej, ale nauczycielską. Interesował się przede wszystkim matematyką, logiką i teologią, częściowo filozofią i psychologią. W 1784 roku, gdy miał 23 lata został przyjęty do pedagogium (które wówczas pełniło funkcję kursu dla kandydatów na studia) w Gießen jako nauczyciel matematyki. Od 1789 roku działał w środowisku uniwersytetu w Gießen, przeszedł kolejne stopnie naukowe, początkowo pracował jako docent prywatny, profesor nadzwyczajny a w 1800 roku otrzymał profesurę zwyczajną. W 1805 został mianowany profesorem historii, do której jednak nie miał przygotowania. Efektywnie działał we władzach pedagogicznych Hesji-Darmstadt, sprawując nadzór nad gimnazjami Górnej Hesji (Oberhessen).
Jego podręcznik do logiki ukazał się na ziemiach polskich w przekładzie Wojciecha Izydora Chojnackiego: Psychologiia empiryczna i loika, z dzieła o filozofii Snella Fryd. Wilh. Daniela wyjęte i na pol. jęz. przeł. przez W. J. Choynackiego, Warszawa 1818.